# Clément Mouamba

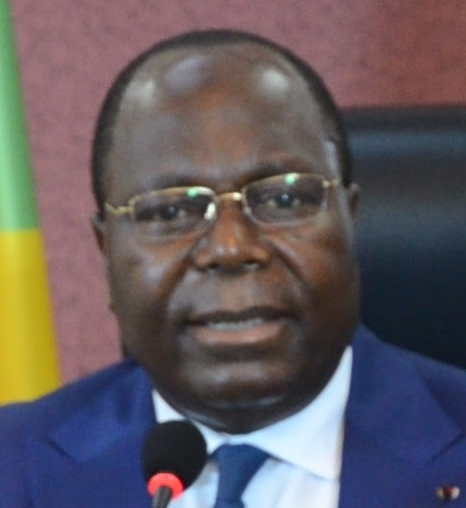
Clément Mouamba, 2017

Clément Mouamba (* 13. November 1943 in Sibiti; † 29. Oktober 2021 in Paris) war ein kongolesischer Politiker. 
Mouamba besuchte das lycée technique in Brazzaville und ging zum Studium nach Frankreich, erst nach Montpellier, dann an die Sorbonne, wo er Doktor der Wirtschaftswissenschaften wurde.  1973 war er am Aufbau der Banque des Etats de l'Afrique Centrale (BEAC) in Yaoundé beteiligt und wurde 1979 leitender Angestellter der BEAC. 1985 wurde er von Denis Sassou-Nguesso zum Chef der Banque commerciale du Congo (BCC) ernannt.
Unter Präsident Pascal Lissouba war er Finanzminister von September 1992 bis Juni 1993. Seit 2016 war er unter Präsident Denis Sassou Nguesso Regierungschef der Republik Kongo. Am 4. Mai 2021 trat Ministerpräsident Mouamba mit seiner Regierung zurück.